# XM8

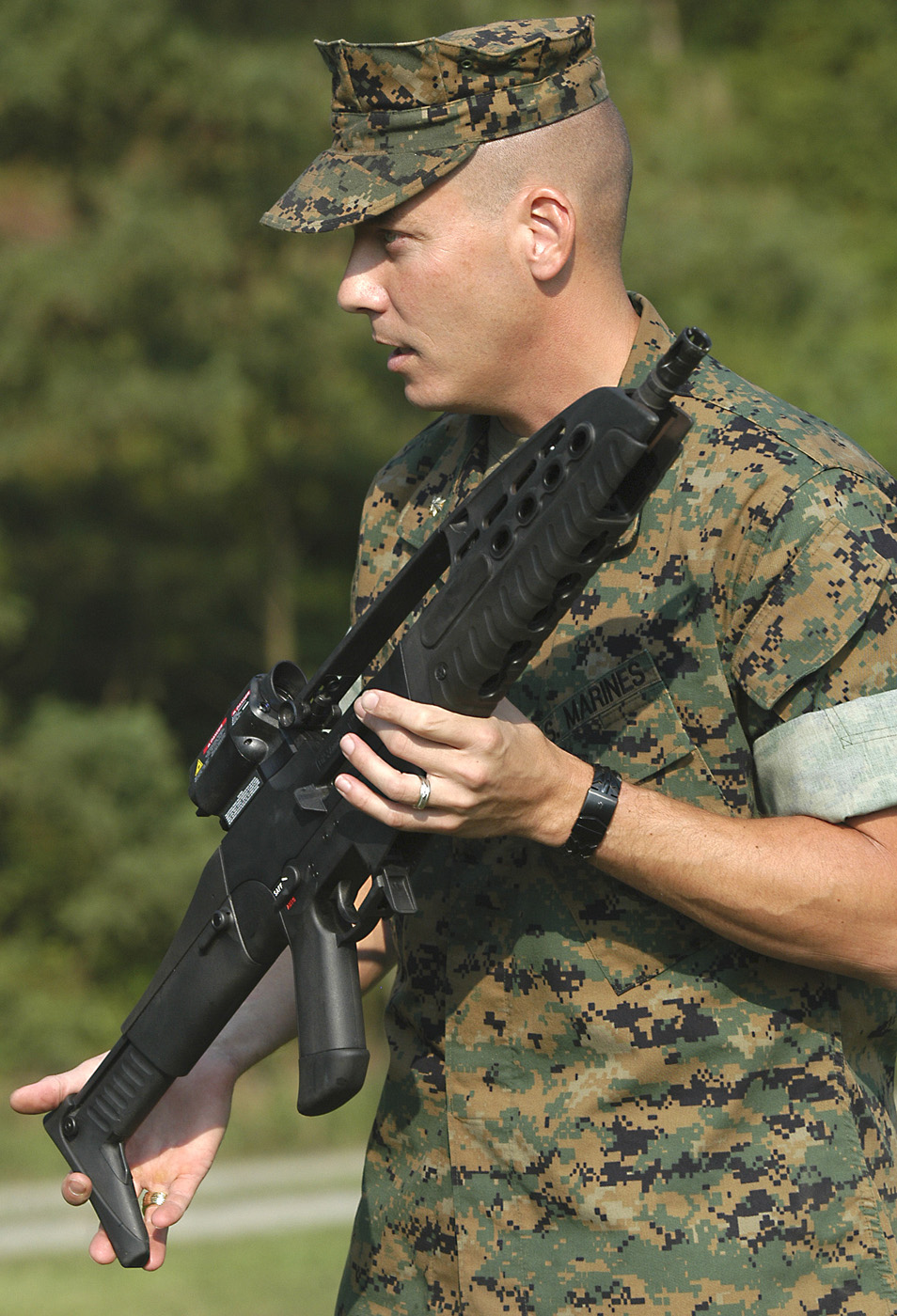
Marine tenant un XM8 en août 2005

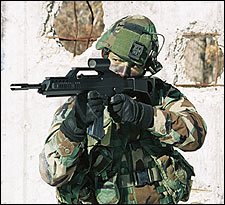
Le projet XM8

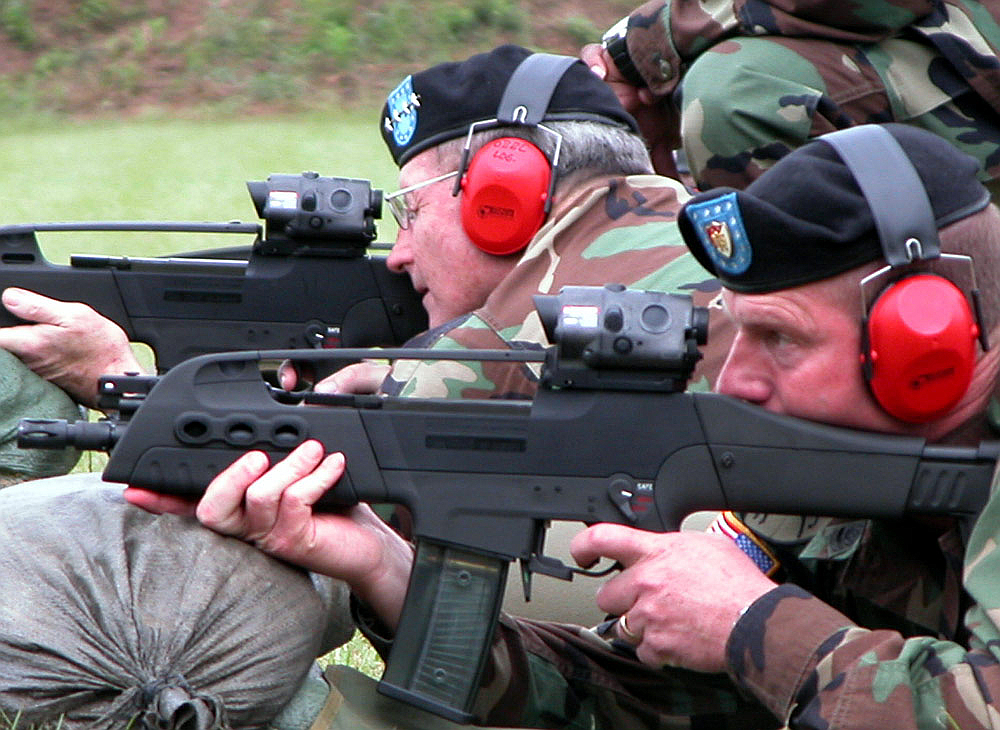
Test du XM8 à Fort Benning en 2004

Le XM8 était un projet de conception d'un fusil d'assaut développé par l'armée américaine de la fin des années 1990 à début 2000. Elle le développa à l'aide du fabricant d'armes à feu Heckler & Koch (H&K) afin de créer une arme nouvelle. Le but initial du projet était de créer une arme similaire (voire plus performante) au fusil G36. Même si le XM8 avait un espoir de devenir l'arme d'infanterie de l'armée américaine, le projet fut suspendu à la mi 2005, et complètement annulé le 31 octobre 2005. Cependant, le H&K XM-8 a été sélectionné en 2010 par la Marine royale malaisienne pour équiper ses unités de forces spéciales, les PASKAL.
General Dynamics a été impliquée dans les dernières étapes et H&K produit le fusil dans une usine en Géorgie.

## Vue d'ensemble
Le but de l'armée pour ce prototype était de fournir des options de remplacement pour le M16 après les problèmes du programme XM29. L'armée voulait une arme meilleur marché, plus légère, et plus efficace que la série des carabines M16 et M4. Le XM8 n'était pas simplement une arme, mais un système qui pourrait être modifié avec les pièces appropriées pour être adapté à plusieurs variantes passant d'une arme personnelle à une arme de soutien. Il a également inclus une vue optique intégrée et un laser IR.
Le XM8 a été basé sur le module d'énergie cinétique du projet de XM29 OICW d'Alliant Techsystems, dont les mécanismes d'arme étaient sous la responsabilité de H&K. Après l'indéfini retard du programme, l'armée américaine a demandé que les entrepreneurs conçoivent des armes autonomes telles que le XM29 OICW et des modules explosifs puissants.
Les 30 premiers prototypes XM8 ont été fournis au mois de novembre 2003 pour l'essai préliminaire. Plus tard, au moins 200 prototypes de développement ont été obtenus. Parmi les plaintes : pendant l'essai la faible durabilité de la batterie et quelques questions ergonomiques. Deux autres questions principales : réduire le poids de l'arme et augmenter la résistance thermique du garde-main, qui commencerait à fondre après avoir trop tiré. L'essai a été en grande partie réussi, et l'armée a fait un grand essai sur le terrain. Le poids du prototype de carabine est de 3,4 kilogrammes (7,5 livres selon une brochure de HK et General Dynamics en janvier 2005).
En 2005, l'armée a publié une demande de proposition sollicitant des propositions pour la famille des OICW. celle-ci donnait à des fabricants six mois pour développer et livrer des prototypes avec des conditions très semblables aux XM8, mais avec une configuration d'arme automatique de peloton (SCIE). Actuellement, aucun prototype XM8 n'a égalé les possibilités de la M249 (par exemple le remplacement rapide de box, cadence de tir élevée).
Le placement du lance-grenades XM320, qui est semblable au M203 et qui était à l'origine prévu pour le XM8, a été approuvé. Le lance-grenade est plus lourd que le M203, mais offre quelques avantages. Le XM320 a été conçu pour l'usage avec l'arsenal existant de M16 et de M4 et est également compatible avec le XM8. Il peut également être employé comme arme autonome.
Dans un article dans la défense de Jane hebdo, 26 avril 2006 (vol. 43, page 30) nous apprenons que « l'armée des USA a encore retardé la fourniture de ses futures armes d'infanterie, cette fois pendant plus de cinq années, et travaille deux pistolets d'intérim en attendant. »

## Caractéristiques techniques et variantes

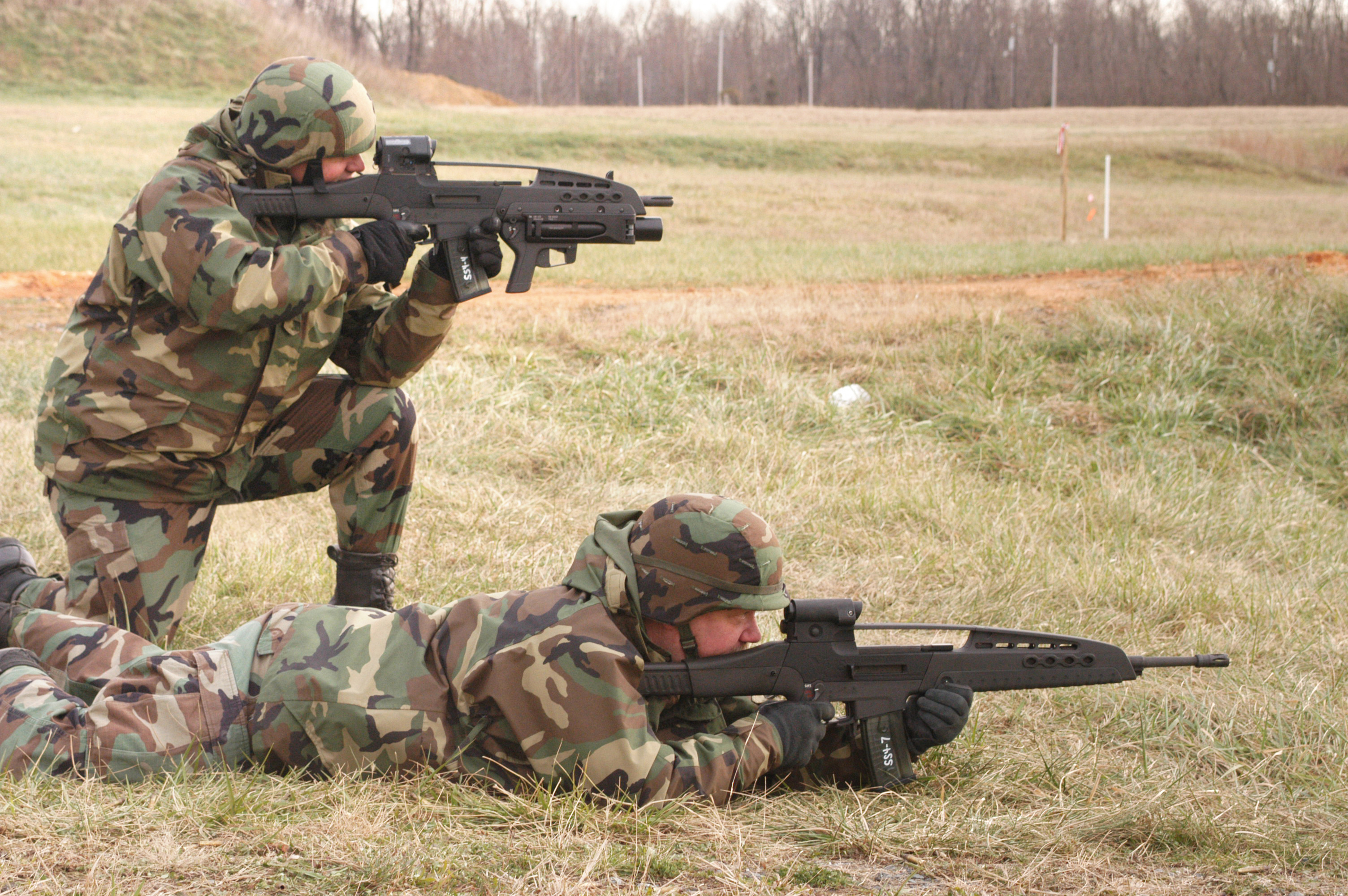
XM8 en tests; Un des hommes utilise le XM8 avec le lance grenade attaché, l'autre a le XM8 tireur d'élite

### Variantes
Il y a trois modèles différents : un PDW compact (arme personnelle de la défense) avec un canon de 241 millimètres, une carabine avec un canon de 318 millimètres, et le fusil automatique de soutien avec un canon de 508 millimètres possédant un bipied intégré. En outre, des accessoires tels que des vues optiques ou un lance-grenade sont disponibles en utilisant un nouveau système de fixation, le système PCAP, remplaçant les rails Picatinny. Comme le M4 et le M16, le XM8 est calibré en 5.56 millimètres standard OTAN et est normalement équipé d'un chargeur en plastique. Cependant, ce chargeur n'est pas compatible avec ceux des M4 et de M16 en métal STANAG. Ces mêmes chargeurs sont attachable l'un à l'autre. Un chargeur C-Mag de capacité 100 balles peut être employé.
Une des qualités uniques du XM8 est sa modularité. En plus des attachements mentionnés ci-dessus, cette modularité tient compte des réparations rapides, changements de longueur de canon, et même le calibre change parfois. Avec ses composants de base, le XM8 complètera le XM29.
Le nombre et le type de variantes dans la famille ont changé, cette vue d'ensemble avec trois versions principales est basée d'un communiqué de presse au début de 2000.
- Carabine XM8 : 318 millimètres
  - Carabine XM8 avec le lance grenade XM320
  - XM8 R : la garde-main emploie les rails MIL-STD-1913 plutôt que le système de PCAP.
- Carabine XM8 compact abrégée XM8c : 229 millimètres, configuration de PDW.
- Fusil Automatique/tireurs d'élite : 508 millimètres, bi-pied intégré, zoom 4X, 100/30 balles dans le chargeur.

Si le système XM8 est en concurrence avec OICW I, qui a ajouté une condition de LMG/SAW, alors une version plus lourde de SCIE serait nécessaire. Les "XM8 fusil automatique" actuellement montrés manquent de certaines des possibilités de la M249, telles que la ceinture d'alimentation.

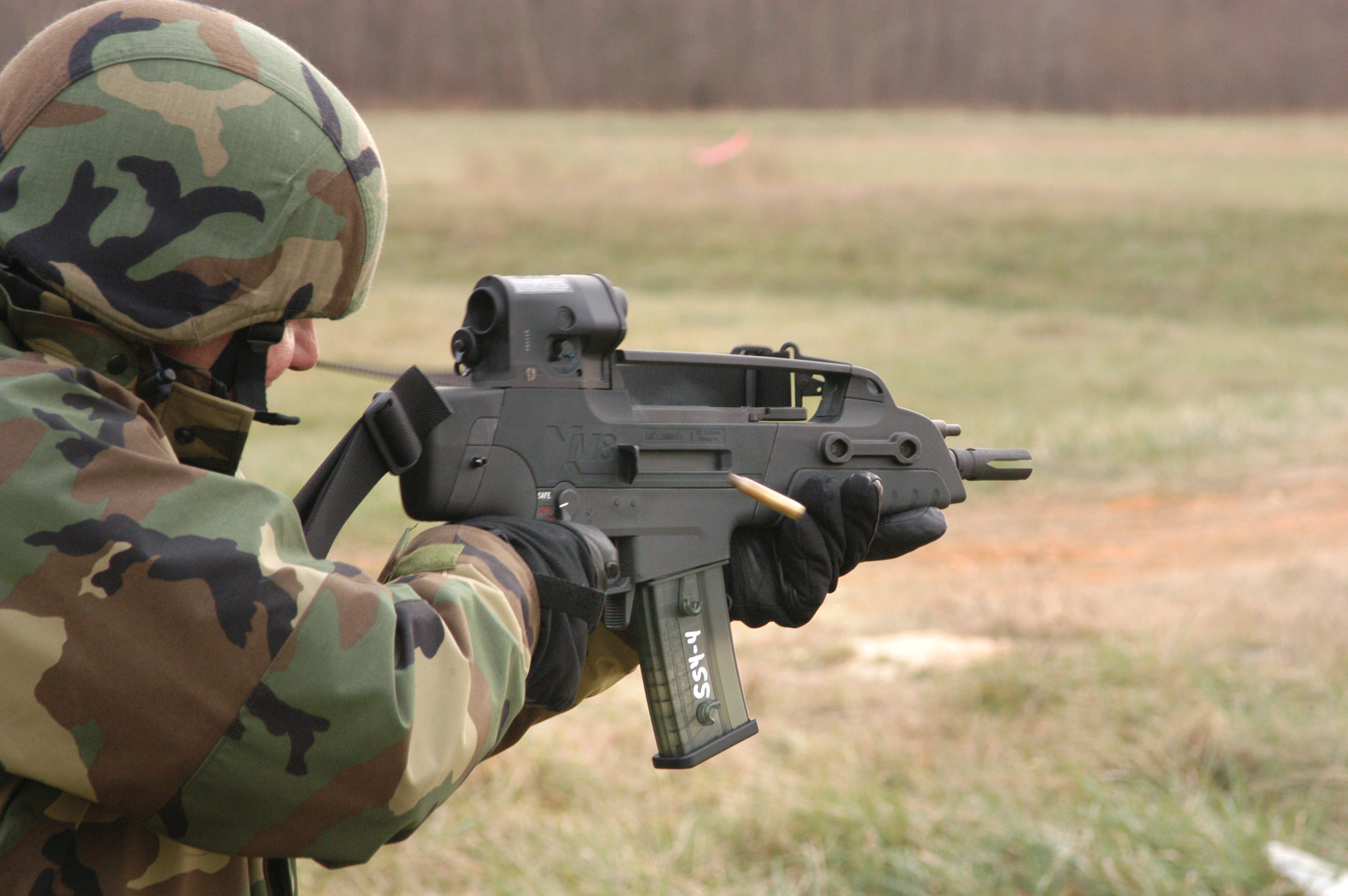
Tir avec un XM8 version compact

### Caractéristiques et dispositifs

#### Matériel et poids
Les matières employées pour construire le XM8 sont presque entièrement des composés (à l'exception du canon en acier forgé). Les essais préliminaires dans le désert et la neige ont montré que le XM8 est une arme polyvalente, bien que quelques plaintes aient surgi. On rapporte qu'il est capable de tirer 15 000 coups sans nettoyage ou lubrification et jusqu'à 20 000 coups avant remplacement de canon. Le M16A2 doit être nettoyé souvent, et la vie de son canon atteint approximativement 7 000-8 000 coups.
La visée est beaucoup plus qu'un simple point rouge x1,5, il y a également les lasers et les indicateurs IR. La carabine de base XM8 (avec sa vue intégrée), par exemple, peut être comparée à la carabine M4 avec une foule d'adjonctions électroniques de précédente génération comme l'AN/PEQ-2, le M68 CCO, l'ACOG, et/ou le BUIS. Sans l'avantage de la vue combinée de deuxième génération, le XM8 serait plus lourd et plus cher que les armes à feu qu'on prévoit pour le remplacer. Le lance grenade XM320 prévu pour être employé avec les armes à feu M4/M16 courantes aussi bien que la famille XM8, est plus lourd que le M203, mais inclut des perfectionnements du dispositif.

#### PCAP et MIL-STD-1913
XM8 abandonne le MIL-STD-1913 standard, pour l'attachement des accessoires d'arme, en faveur d'une nouvelle norme désignée sous le nom de PCAP (points d'attache de combat Picatinny), petits trous ovales sur la poignée vers l'avant. (La variante a été conçue avec les rails MIL-STD-1913 - XM8 R - et quelques premiers prototypes XM8 ont eu des rails.) PCAP n'est pas compatible avec les attachements actuels qui utilisent les rails MIL-STD-1913 sans utiliser un adaptateur. L'avantage de PCAP, cependant, est la précision du raccordement de l'accessoire avec le corps de l'arme ; les accessoires utilisant les rails MIL-STD-1913 ont besoin souvent d'ajustement s'ils sont enlevés et rattachés. En plus, la plupart des accessoires standard sont intégrés au XM8. Là où la fonctionnalité était absente, on a prévu que des accessoires seraient remodelés pour utiliser PCAP. Dans la nouvelle concurrence, l'armée a laissé le choix de la technologie d'attachement jusqu'au fabricant, avec des conditions quant à la capacité des vues de maintenir leur zéro.

#### Autres
Le canon du M4 est de 368 millimètres (14,5 pouces) et le canon du XM8 est de 318 millimètres (12,5 pouces) mais le M4 est une combinaison plus courte.
On propose un compteur électronique de balle pour le XM8. Le système, qui est susceptible d'être distribué sur les armes existantes, dépiste le nombre de balles tirées et la date et l'heure de chaque tir. Les données peuvent alors être collectées par un dispositif comme un PDA. Le cheminement améliorera considérablement la capacité de garder des étiquettes sur l'usage de l'arme, et la facilité pour identifier les armes qui ont besoin de révision ou de nouveaux composants. La durée de vie de la batterie est, selon une présentation sur le système, de quelques années.
D'autres caractéristiques choisies :
Calibre : 5,56x45 millimètre OTAN
Longueur hors-tout : 858 millimètres dans la configuration de base
Longueur de canon : 318 millimètres dans la configuration de base ; également 229 millimètres dans la version contractée et 508 millimètres dans des versions de tireur d'élite et de SCIE
Cadence de tir : ~ 750 coups par minute
Capacité de chargeur : 30 coups ou 100 coups avec la version SAW

## Utilisateurs
- Malaisie : les unités d'opération spéciales malaisienne PASKAL (forces spéciales de la Marine royale malaisienne) ont adopté le H&K XM-8 en 2010[1].

## Culture populaire
Le XM-8 apparaît notamment dans les jeux vidéo suivants:
- La série Arma
- ARMA II
- Arma II: Operation Arrowhead
- La série Battlefield
  - Battlefield Play4Free
  - Battlefield: Bad Company
  - Battlefield: Bad Company 2
- La série Call of Duty
  - Call of Duty: Black Ops II
  - Call of Duty: Black Ops III
- La série Tom Clancy:
  - Rainbow Six: Vegas
  - Rainbow Six : Vegas 2
  - Ghost Recon Advanced Warfighter
  - Advanced Warfighter 2
  - Sniper: Ghost Warrior 2
- La série Crysis, sous le nom de SCAR
- Metal Gear Solid 4 : Guns of the Patriots
- S.K.I.L.L Special Force 2
- Combat Arms
- Mission Against Terror
- Alliance of Valiant Arms